# (3210) Lupishko
(3210) Lupishko (1983 WH1) – planetoida z pasa głównego asteroid okrążająca Słońce w ciągu 5,5 lat w średniej odległości 3,11 au. Odkryta 29 listopada 1983 roku.